# Chilisauce

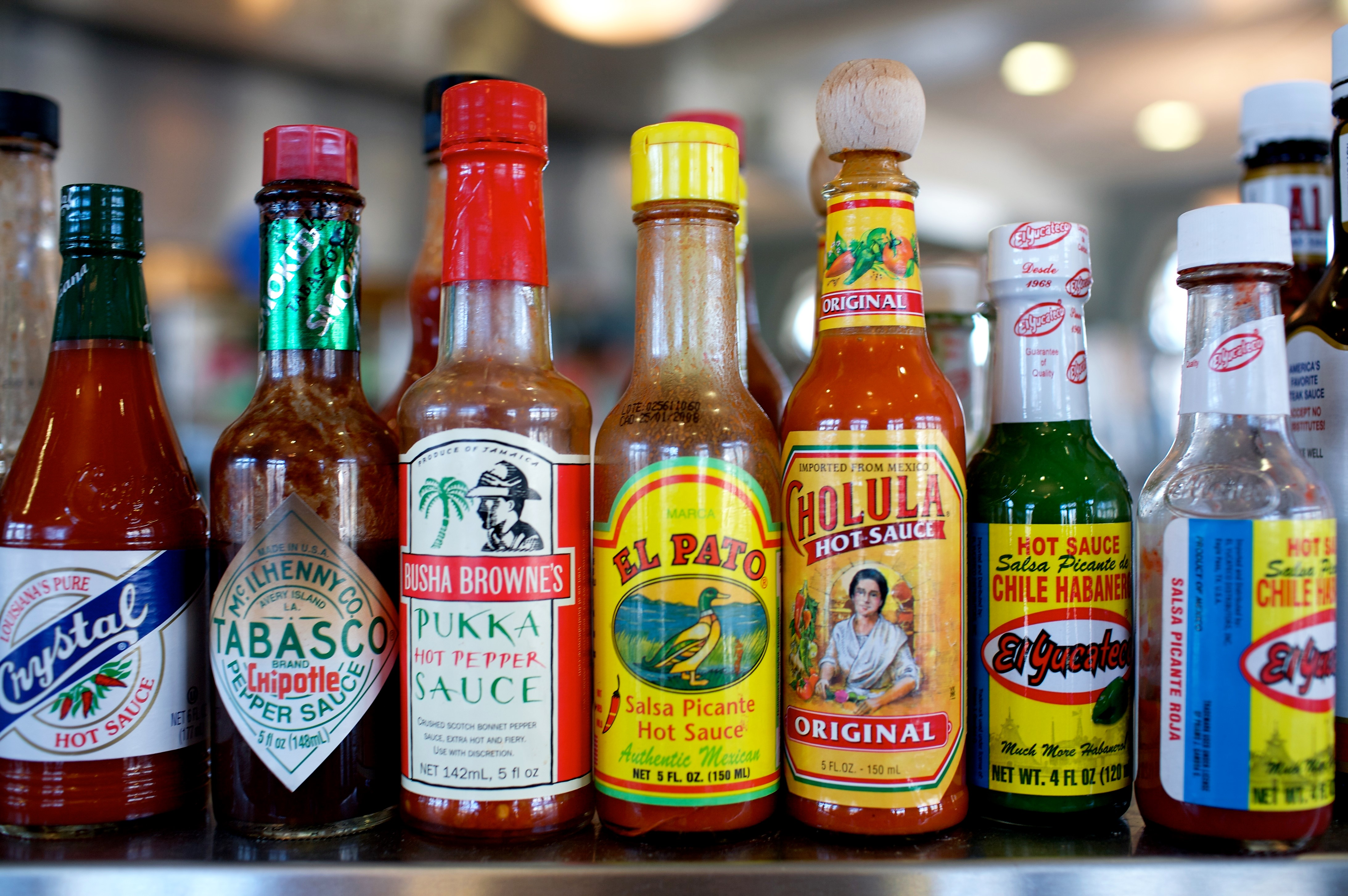
Kleine Auswahl von verschiedenen Chilisaucen

Chilisaucen bestehen aus Chili, Essig und Salz und werden, mit einigen Ausnahmen, industriell hergestellt. Zu ihnen zählen extra scharfe Saucen wie Tabasco, Pfeffersauce u. a. Sie eignen sich zum Würzen von Saucen, Salaten, Cocktails und für die Fisch- und Krebsspeisen. Chilisaucen gehören zu den kalten Saucen und werden den sogenannten englischen Saucen zugeteilt.
Eine Chilisauce ist eine scharfe Würzsauce, die aus Chilischoten und anderen Zutaten wie beispielsweise unterschiedlichen Obst- und Gemüsefrüchten, Essig und Gewürzen hergestellt wird. Neben der Veränderung des Schärfegrads wird Chilisauce auch zur Veränderung des eigentlichen Geschmacks eines Gerichts verwendet. Die Herstellung von Chilisaucen kann durch Kochen, Fermentation, aber auch durch Verwendung von ausschließlich rohen Zutaten erfolgen.
Chilisaucen werden dabei, in Abhängigkeit zur verwendeten Chilisorte und der Art des Herstellungsprozesses, in unterschiedliche Schärfegrade und Konsistenzen eingeteilt.
Der unsachgemäße Gebrauch schärferer Variationen kann bis hin zu starken Reizungen an Haut und Augen führen. Des Weiteren kann der Konsum unter Umständen einen Kreislaufkollaps oder Nierenversagen zur Folge haben.

## Traditionelle Chilisaucen
Nachdem nach dem 16. Jahrhundert die weltweite Verbreitung der Chili durch die Portugiesen zunahm und sich die scharfe Gewürzpflanze in mehr und mehr lokalen Küchen etablierte, begann auch die Herstellung von Würzsaucen auf dieser Grundlage. Dabei ist eine Vielzahl unterschiedlicher Herstellungsweisen entstanden, die sich sowohl geschmacklich als auch in der Verwendung stark unterscheiden.

### Salsa

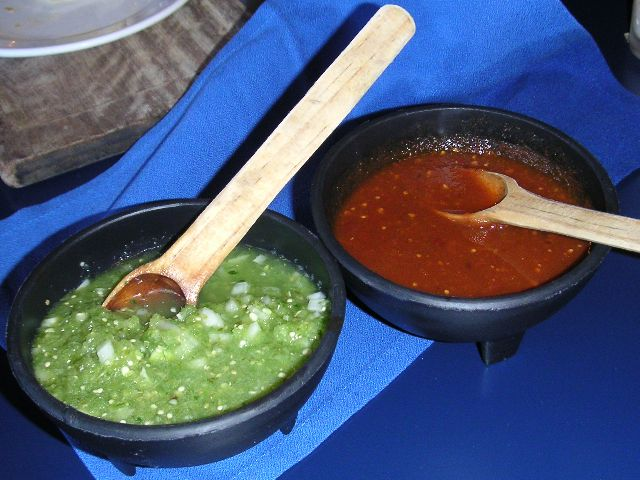
Salsa verde und Salsa roja

Salsa wird vor allem in der mexikanischen Küche eine Gruppe von Würzsaucen genannt, die auf der Basis von Tomaten und/oder Tomatillos zusammen mit Chilis hergestellt wird. Oftmals wird Limettensaft als Säuerungsmittel eingesetzt. Während die meisten Salsas gekocht werden, ist die sehr beliebte Pico de gallo eine Ausnahme, bei der die Zutaten roh miteinander vermischt werden und die frisch serviert wird.

### Mole

Guacamole

Eine andere Art Würzsaucen der mexikanischen Küche wird unter dem Begriff Mole zusammengefasst. Die bekanntesten Vertreter sind Guacamole und Mole poblano. Oftmals sind diese Saucen weniger scharf als Salsas, teilweise können sie – wie beispielsweise Guacamole – auch ohne Verwendung von Chilis hergestellt werden.

### Ajvar und Harissa
Ajvar ist eine milde bis mittelscharfe Paprikawürzpaste aus dem südosteuropäischen Raum, die traditionell nur aus Paprika, Öl, Salz und Pfeffer hergestellt wird. Verwendet wird sie als Beilage zu Fleisch oder als Brotaufstrich. Eine ähnliche Würzpaste, die aus Nordafrika stammend auch in Europa viel verwendet wird, ist Harissa. Neben den Chilischoten und Salz werden meist weitere Zutaten wie Knoblauch, Kreuzkümmel oder Koriandersamen zugegeben.

### Sriracha
Die Sriracha-Sauce ist eine ursprünglich thailändische Chilisauce, die einen hohen Chiligehalt aufweist und weiter Essig, Knoblauch, Zucker und Speisesalz enthält. Heute ist sie in vielen Küchen als Würzmittel verbreitet und wird häufig als Dip für Meeresfrüchte verwendet.

### Ají
Ají ist eine südamerikanische Würzsauce auf Basis von Ají-Chilischoten und Baumtomaten, die in vielen Varianten auf den Tisch kommt.

## Kommerzielle Chilisaucen

### Natürliche Chilisaucen
Besonders scharfe natürliche Chilisaucen werden meist aus der Art Capsicum chinense (z. B. Habanero, Bhut Jolokia,..) hergestellt, die auch ohne künstlich hergestellte Capsaicin-Extrakte eine enorme Schärfe erreichen können. Als Konservierungsmittel wird oftmals Essig oder Zitronensäure verwendet. Die Schärfe liegt je nach verwendeter Chili und Konzentration meist zwischen ~5.000 und max. 100.000 Scoville.
Es existieren auch mildere natürliche Chilisaucen z. B. aus Jalapeño, die oftmals nur ca. 500–1000 Scoville scharf sind.
Ebenso werden unter dem Namen „Chili Sauce“ diverse Würzsaucen verkauft, deren Chilianteil mit 1–2 % äußerst gering ist. Auf diesen Produkten fehlt meist neben der Schärfeangabe auch die verwendete Chilisorte auf dem Etikett.

#### Tabascosauce
Tabascosauce ist eine scharfe Chilisauce auf der Grundlage von Tabasco-Chilis, die seit 1868 von der Firma McIlhenny Co. hergestellt wird. Die ursprüngliche Tabascosauce wird als Tabasco Pepper Sauce bezeichnet, inzwischen umfasst die Tabasco-Produktpalette jedoch noch weitere Saucen, wie zum Beispiel die mildere Tabasco Green Pepper Sauce aus grünen Jalapeño-Chilis, Tabasco Garlic Pepper Sauce mit Knoblauch, oder die Tabasco Habanero aus den schärferen Habanero Chilis. Der Sitz der Firma befindet sich auf Avery Island in Louisiana. Der Name Tabasco ist ein eingetragenes Warenzeichen; er leitet sich vom gleichnamigen Bundesstaat in Mexiko ab und soll in der Sprache der dortigen Ureinwohner „Land, in dem die Erde heiß und feucht ist“ bedeuten.

#### Valentina-Sauce
Valentina ist eine mexikanische Chilisauce, die in Guadalajara hergestellt wird. Sie ist in Mexiko weit verbreitet und wird in praktisch jedem Restaurant und Imbiss angeboten. Es existieren zwei Varianten der Sauce: eine mildere mit gelbem Etikett und eine schärfere mit schwarzem Etikett.

#### Asiatische Chilisaucen
Es existieren zahlreiche kommerzielle Chilisaucen asiatischer, meist thailändischer Herkunft. Häufig basieren sie auf Chilis, Essig, Zucker und Knoblauch.
Zum größten Teil kommen Chilis der Sorte „Thai Red“ / „Phrik Khi Nu“ (พริกขี้หนู – [pʰrík-kʰîː-nǔː], wörtlich Mäusekot-Chili, Capsicum frutescens) zum Einsatz, da diese auch bei geringerer Zumischung noch recht scharf sind. Getrocknete Schoten dieser sehr verbreiteten Art haben zwischen 60.000 und 80.000 Scoville-Einheiten. Typische Asia-Saucen haben allerdings selten eine Schärfe von über 5.000 Scoville und bewegen sich damit auf dem Niveau von Tabasco.

### Extraktsaucen

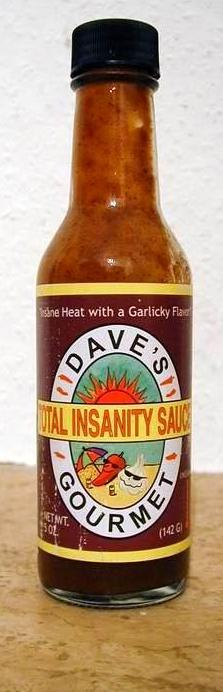
Dave’s Total Insanity Sauce

In den vergangenen Jahren kamen im deutschsprachigen Raum mehrere Produkte auf den Markt, die aus Konzentraten bestehen. Bei einem speziellen Verfahren wird die Alkohollöslichkeit von Capsaicin ausgenutzt, um die Schärfe auf sonst unerreichbare Werte von mehreren Millionen Scoville zu steigern. Ab einer Schärfe von 100.000 Scoville muss man auch bei nicht klar deklarierter Zutatenliste von einer Extraktsauce ausgehen, da selbst eine flüssige Sauce aus Bhut Jolokia diese Grenze nicht überschreitet.
Extrakte haben einen bitteren Nachgeschmack, was aber erst bei einer starken Gewöhnung an die extreme Schärfe auffällt.
Die Angaben über die Schärfe von Saucen werden häufig bezweifelt, da die Hersteller nur den Capsaicin-Gehalt des Extraktes kennen und die Schärfe der natürlichen Chili nur schätzen. Einige Hersteller nutzten gezielt irreführende Beschreibungen wie „aus 5mio Scoville Extrakt hergestellt“, um eine höhere Schärfe vorzutäuschen.
Einige der bedeutendsten Extraktsaucen sind:
- Dave’s Insanity Sauce

Die erste kommerziell vertriebene Sauce, die Capsaicin-Extrakt zur Erhöhung der Schärfe verwendete. Der Hersteller selbst gibt keine Angaben zur Schärfe der Sauce, sie wird auf etwa 180.000 Scoville geschätzt.
- Vicious Viper

Eine in Deutschland sehr verbreitete HotSauce mit ca. 250.000 Scoville. Das Rezept wurde in Deutschland entwickelt und später an den amerikanischen Hersteller CaJohn verkauft.
- Blair’s Death Serie

Unter diversen Produktnamen wie „Mega Death“, „Jersey Death“, bietet der amerikanische Hersteller „Blair’s“ zahlreiche Extraktsaucen an, die weltweit verbreitet sind.
- The Source

Eine der schärfsten Saucen der Welt. Sie ist mit 7,1 Mio. Scoville erst in stark verdünnter Form genießbar.

## Sicherer Umgang
Beim Umgang mit Chilisaucen sollten gewisse Vorsichtsmaßnahmen getroffen werden, um Haut- und speziell Augenkontakt zu vermeiden. Der einfachste Weg ist das Tragen von Handschuhen beim Umgang mit Saucen jenseits von 5.000 Scoville. Selbst der einfache Hautkontakt mit Extraktsaucen kann zu einer schmerzhaften Hautrötung führen, die über Tage andauert.
Da Capsaicin nicht wasserlöslich ist, hilft das Waschen der Hände nur begrenzt gegen die Verteilung des Wirkstoffes. Auch können sich Rückstände auf den Flaschen befinden, die bereits für eine schmerzhafte Reizung der Augen und anderer Schleimhäute ausreichen können.
Speziell Extrakt-Saucen sollten so gelagert werden, dass sie für Kinder nicht erreichbar sind. Einige Händler/Hersteller verkaufen diese Saucen freiwillig erst an Käufer über 18 Jahren.